# Ліга Деспортіва
Ліга Деспортіву Мусульмана де Мапуту або просто Ліга Мусульмана (порт. Liga Desportivo Muçulmana de Maputo) — професіональний мозамбіцький футбольний клуб з міста Мапуту.
Один з найбагатших футбольних клубів у всій Східній Африці.

## Історія клубу
«Ліга Мусульмана» була заснована в 1990 та 2005 роках.
Перший успіх прийшов у 2004 році після перемоги в чемпіонаті міста Мапуту, в результаті чого «Мусульмани» кваліфікувалися для участі в 2-му дивізіоні чемпіонату Мозамбіку.
Після майже провального першого сезону в боротьбі за підвищення в класі, команда досягла успіху в 2006 році і клуб вперше за власну історію вийшов до вищого дивізіону чемпіонату Мозамбіку.
Найбільшого успіху команда досягла в 2010—2014 роках, коли змогла чотири рази поспіль виграти національний чемпіонат.
19 липня 2014 року клуб змінив свою назву на Ліга Деспортіва ді Мапуту.

## Досягнення
- Чемпіонат міста Мапуту
  -  Чемпіон (1): 2004

- Другий дивізіон Чемпіонату Мозамбіку (зона «Південь»):
  -  Чемпіон (1): 2006
  -  Бронзовий призер (1): 2005

- Чемпіонат Мозамбіку:
  -  Чемпіон (4): 2010, 2011, 2013, 2014
  -  Бронзовий призер (2): 2015, 2016

- Кубок Мозамбіку:
  -  Володар (2): 2012, 2015

- Суперкубок Мозамбіку:
  -  Володар (3): 2013, 2014, 2015
  -  Фіналіст (3): 2011, 2012, 2016

## Статистика виступів на континентальних турнірах
| Сезон | Турнір                 | Раунд      | Клуб                 | Вдома | На виїзді | Загальний  |
| ----- | ---------------------- | ---------- | -------------------- | ----- | --------- | ---------- |
| 2011  | Ліга чемпіонів КАФ     | Попередній | ФК «ZESCO Юнайтед»   | 2-1   | 0-3       | 2-4        |
| 2012  | Ліга чемпіонів КАФ     | Попередній | ФК «Мафунзо»         | 2-0   | 3-0       | 5-0        |
| 2012  | Ліга чемпіонів КАФ     | 1          | Дайнамоз             | 2-2   | 0-1       | 2-3        |
| 2013  | Кубок Конфедерації КАФ | Попередній | Габороне Юнайтед     | 1-0   | 2-2       | 3-2        |
| 2013  | Кубок Конфедерації КАФ | 1          | Лобі Старс           | 7-1   | 1-3       | 8-4        |
| 2013  | Кубок Конфедерації КАФ | 2          | «Відад» (Касабланка) | 2-0   | 1-3       | 3-3 (в.г.) |
| 2013  | Кубок Конфедерації КАФ | Плей-Офф   | ТП Мазембе           | 2-1   | 0-4       | 2-5        |
| 2014  | Ліга чемпіонів КАФ     | Попередній | КНаПС Спортс         | 1-0   | 0-0       | 1-0        |
| 2014  | Ліга чемпіонів КАФ     | 1          | Кайзер Чіфс          | 0-3   | 0-4       | 0-7        |
| 2015  | Ліга чемпіонів КАФ     | Попередній | ФК «АПР»             | 0-0   | 1-2       | 1-2        |

## Статистика виступів клубу в чемпіонатах Мозамбіку
| Сезон                                  | Ліга                                | Місце | Матчів | в  | н  | п  | різниця | Очок |
| -------------------------------------- | ----------------------------------- | ----- | ------ | -- | -- | -- | ------- | ---- |
| 2004                                   | Третя ліга (Чемпіонат міста Мапуту) | 01.   |        |    |    |    |         | 45   |
| 2005                                   | Друга ліга (зона «Південь»)         | 03.   |        |    |    |    |         |      |
| 2006                                   | Друга ліга (зона «Південь»)         | 01.   | 26     | 20 | 03 | 03 | 46:11   | 63   |
| 2007                                   | Мосамбола                           | 09.   | 26     | 07 | 12 | 07 | 20:17   | 33   |
| 2008                                   | Мосамбола                           | 04.   | 26     | 11 | 10 | 05 | 32:23   | 43   |
| 2009                                   | Мосамбола                           | 04.   | 26     | 14 | 02 | 10 | 32:19   | 44   |
| 2010                                   | Мосамбола                           | 01.   | 26     | 18 | 04 | 04 | 44:13   | 58   |
| 2011                                   | Мосамбола                           | 01.   | 26     | 18 | 04 | 04 | 46:21   | 58   |
| 2012                                   | Мосамбола                           | 06.   | 26     | 10 | 08 | 08 | 30:19   | 38   |
| 2013                                   | Мосамбола                           | 01.   | 26     | 15 | 07 | 04 | 41:16   | 52   |
| жовтий колір: Чемпіон ліги «Мосамбола» |                                     |       |        |    |    |    |         |      |

## Відомі гравці
- Аїла Фануель Массінгва
- Даріу Іван Хан
- Отшуді Лама
- Самуел Кампара Чапанга
- Едуарду Томаш Луїш Жуміссе
- Альбіну Еренсту Косса
- Даніел Альміру Лобу
- Еліаш Гаспар Пелембе
- Луїш ді Соужа Перейра Вах
- Мохамед Хагі
- Едвард Садомба
- Еванс Чіквайквай
- Чіукепо Мсовоя
- Даріу Альберту Жезуш Монтейру